# Joseph von Radowitz

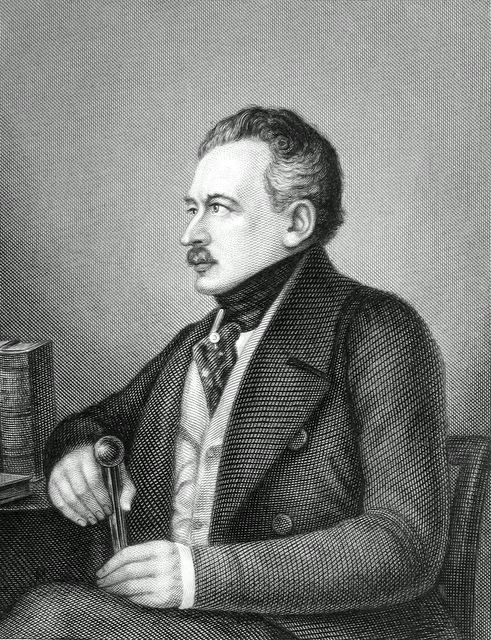
Joseph von Radowitz

Joseph Maria Ernst Christian Wilhelm von Radowitz (Blankenburg, 6 februari 1797 - Berlijn, 25 december 1853) was een Pruisisch militair, diplomaat en politicus. Bijna 20 jaar voor Bismarck probeerde hij een verenigd Duitsland onder Pruisische leiding te bewerkstelligen. Hij was de vader van de diplomaat Joseph Maria von Radowitz.

## Levensloop
Radowitz werd in het vorstendom Brunswijk-Wolfenbüttel geboren als telg uit een katholiek geslacht van Hongaarse oorsprong. Na een militaire opleiding nam hij in 1812 dienst in het leger van Westfalen. In de Volkerenslag bij Leipzig (1813) raakte hij gewond en werd hij gevangengenomen. Hij ging hierna over tot het leger van Hessen-Kassel, waarin hij de Bevrijdingsoorlogen meemaakte, en stond sinds 1823 in dienst van Pruisen. Hij werd regelmatig gepromoveerd en was - evenals in Kassel - tevens werkzaam als militair docent, onder meer als leraar van prins Albert. In 1830 werd hij hoofd van de Generale Staf van de artillerie.
Hij werd in 1836 militair zaakgelastigde bij de Bondsdag en later gezant in Baden, Hessen-Darmstadt en Nassau. Sinds de troonsbestijging van zijn vriend en geestverwant Frederik Willem IV werd hij regelmatig als adviseur naar Berlijn geroepen. Als diplomaat was hij van mening dat de Duitse Bond hervormd moest worden, wilde Duitsland voor een revolutie behoed blijven. Hij streefde naar een Groot-Duitsland, inclusief Oostenrijk, Zwitserland en Nederland, waarin Pruisen de leiding zou moeten nemen. In november 1847 drong hij er bij de koning op aan het voortouw te nemen in een hervorming van de Bond. Hij werd vervolgens naar Wenen gezonden om daarover met Oostenrijk te onderhandelen. Voor hij iets kon realiseren brak echter de Maartrevolutie uit.

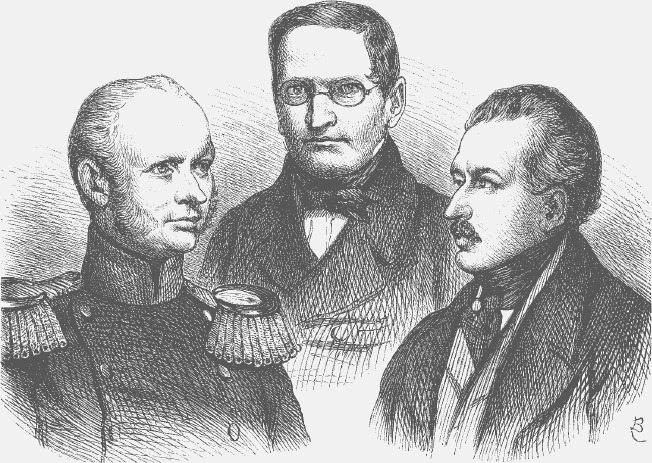
V.l.n.r. Friedrich Wilhelm von Brandenburg, Otto Theodor von Manteuffel en Joseph von Radowitz

Na zich aanvankelijk uit de politiek te hebben teruggetrokken werd hij zonder enige inzet van zijn kant echter tot afgevaardigde in het Frankfurter Parlement gekozen, welke functie hij van 20 mei 1848 tot 30 mei 1849 uitoefende. Hij behoorde in het parlement tot de rechtse Café Milani-fractie en verdedigde het standpunt van een nieuwe Duitse staat onder Pruisische leiding. Hij stemde in 1849 dan ook vóór het keizerschap van Frederik Willem IV, dat de koning echter afwees.
Na het mislukken van het Frankfurter Parlement was Radowitz de leidende figuur in de Pruisische eenheidsbeweging. De vorming van het driekoningsverbond en het Erfurter Parlement, die ten doel hadden het Pruisische eenheidsidee alsnog te realiseren, was hoofdzakelijk op zijn conto te schrijven. Als minister van Buitenlandse Zaken (sinds maart 1850) legde hij een plan voor dat zou leiden tot oorlog met Oostenrijk en zijn bondgenoten, die zich tegen de Pruisische plannen verzetten. Frederik Willem verwierp het plan echter, waarop Radowitz aftrad (2 november). Hij ging hierna als buitengewoon gezant naar Londen, maar trok zich in 1851 uit de openbaarheid terug. De koning riep hem in 1852 wederom naar Berlijn, waar hij zich met militaire studies bezighield. Hij stierf in 1853.

## Werk
Radowitz was zijn leven lang een actief schrijver. Van zijn werken zijn te noemen:
- Ikonographie der Heiligen, ein Beitrag zur Kunstgeschichte (Berlijn 1834)
- Wer erbt in Schleswig? (Karlsruhe 1846)
- Gespräche aus der Gegenwart über Staat und Kirche (Stuttgart 1846)
- Deutschland und Friedrich Wilhelm IV. (Hamburg 1848)
- Die Devisen und Mottos des spätern Mittelalters (Berlijn 1850)
- Neue Gespräche aus der Gegenwart (Erfurt 1851)
- Gesammelte Schriften (Berlijn 1852-1853)

Karl August von Hardenberg · Christian Günther von Bernstorff · Johann Peter Friedrich Ancillon · Heinrich Wilhelm von Werther · Mortimer Maltzan · Heinrich von Bülow · Karl Ernst Wilhelm von Canitz und Dallwitz · Adolf Heinrich von Arnim-Boitzenburg · Heinrich Alexander von Arnim · Alexander von Schleinitz · Rudolf von Auerswald · August Heinrich Hermann von Dönhoff · Friedrich Wilhelm von Brandenburg · Heinrich Friedrich von Arnim-Heinrichsdorff-Werbelow · Friedrich Wilhelm von Brandenburg (a.i.) · Alexander von Schleinitz · Joseph von Radowitz · Otto Theodor von Manteuffel · Alexander von Schleinitz · Albrecht von Bernstorff · Otto von Bismarck · Herbert von Bismarck (a.i.) · Leo von Caprivi · Adolf Hermann Marschall von Bieberstein · Bernhard von Bülow · Theobald von Bethmann Hollweg · Georg Michaelis · Georg von Hertling · Max van Baden
- Catàleg d'autoritats de noms i títols de Catalunya: 981058509761906706
- Gemeinsame Normdatei: 118597671
- International Standard Name Identifier: 0000 0000 8386 7726
- Library of Congress Control Number: n83227373
- Nationale Bibliotheek van Tsjechië: mub20241236046
- Nationale Bibliotheek van Israël: 987007275717905171
- Nederlandse Thesaurus van Auteursnamen: 121150348
- RKD-Nederlands Instituut voor Kunstgeschiedenis: 450722
- Système universitaire de documentation: 081233582
- Trove: 1264773
- Virtual International Authority File: 59876916
- WorldCat: E39PBJm96TdK3VmdbmM7wKDrMP